# Huskies de Washington
Les Huskies de Washington (en anglais : Washington Huskies) sont un club omnisports universitaire de l'Université de Washington située à Seattle dans l'État de Washington aux États-Unis.
Les équipes sportives des Huskies participent aux compétitions universitaires organisées par la National Collegiate Athletic Association en tant que membres de la Pacific-12 Conference jusqu'en 2024 intégrant alors la Big Ten Conference.
Le programme le plus réputé des Huskies est celui de football américain, créé en 1899, champion nationale en 1991 et finaliste en 2023. Warren Moon fut un des nombreux grands joueurs des Huskies.
Le programme de basketball masculin a atteint le Final Four en 1953 tandis que celui du volleyball féminin a remporté le titre national NCAA en 2005.
Le programme d'aviron féminin a remporté récemment trois titres nationaux NCAA par équipes (en 1997, 1998 et 2001).

## Sports représentés
| Hommes (9)                                  | Femmes (11)       |
| ------------------------------------------- | ----------------- |
| Athlétisme †                                | Athlétisme †      |
| Aviron                                      | Aviron            |
| Baseball                                    | Beach-volley      |
| Basketball                                  | Basketball        |
| Cross country                               | Cross country     |
| Football (soccer)                           | Football (soccer) |
| Football américain                          |                   |
| Golf                                        | Golf              |
|                                             | Gymnastique       |
|                                             | Softball          |
| Tennis                                      | Tennis            |
|                                             | Volley-ball       |
| † – Athlétisme en salle et/ou en plein air. |                   |

## Surnom
Au début de l'histoire de l'université, les équipes sportives de Washington ne possédaient pas de surnom attitré. Les journalistes sportifs locaux ont utilisés divers surnoms tels que « Vikings », « Indians », « Cougars » dans leurs articles.

### Sun Dodgers
Le 28 janvier 1920, l'association des étudiants de l'Université de Washington (ASUW) choisissent « Sun Dodgers » comme surnom officiel pour les équipes sportives de l'université. Le nom s'est classé premier d'une liste de noms soumis aux vote de 3 233 électeurs. Ce surnom avait été suggéré par certains étudiants et des journalistes sportifs en novembre 1919 avant d'être soumis au vote
,. Il fait référence au magazine humoristique du campus publié par les étudiants dénommé « Sun Dodger », et est également une allusion ironique au temps pluvieux de la ville de Seattle,.
Les « Sun Dodgers » étaient représentés par la mascotte « Sunny Boy », une statue en bois peinte en or de 3,5 pieds représentant un étudiant de Washington debout devant les quatre colonnes de l'université. Après avoir été volé dans une salle des trophées d'une fraternité de l'université, il disparait pendant des décennies pour finalement être retrouvé à South Bend. Il est restitué avant le match de 1948 contre Notre Dame.
Les journaux de Seattle publient des éditoriaux communs le 25 décembre 1921, appelant au remplacement du surnom « Sun Dodgers » par celui de « Vikings »,. Le Seattle Post-Intelligencer écrit que les Sun Dodgers « manquent de punch » et que « de toute façon, personne ne sait ce que cela signifie ». Le nouveau surnom aurait été soutenu entre autres par l'entraîneur principal de l'équipe de football américain, Enoch Bagshaw, par le professeur Edmond S. Meany, d'autres entraîneurs, athlètes et administrateurs de l'université. Les journaux commencent immédiatement à utiliser « Vikings » dans leurs titres.
À leur retour sur le campus après les vacances de Noël, les étudiants sont surpris d'apprendre que leurs équipes ont été renommées sans qu'on les consulté. « Vikings » est rapidement abandonné. Le surnom « Sun Dodgers » ayant été jugés inappropriés, un comité mixte d'étudiants, d'entraîneurs, de professeurs, d'anciens élèves et d'hommes d'affaires est réuni afin de choisir un surnom permanent pour les équipes sportives de l'université.

### Huskies
Les équipes sportives de Washington sont présentées pour la première fois avec le surnom de « Huskies » le 3 février 1922, pendant la mi-temps d'un match de basket-ball gagné 40-10 contre Washington State.
Le surnom de « Husky » est choisi par le comité formé pour remplacer celui de « Sun Dodger ». Il figurait dans une liste comportant également les surnoms « Wolves », « Malamutes », « Tyees », « Vikings », « Northmen » et « Olympics ».
« Husky » a probablement été choisi en raison de sa relative facilité à dessiner, de son nom court utilisé dans les journaux de l'époque, et parce qu'il représentait la férocité du programme sportif. L'ASUW a estimé que « The Husky » était une véritable représentation de la région de Seattle, car beaucoup considéraient cette ville comme la « porte d'entrée vers la frontière de l'Alaska », une expression remontant à la Ruée vers l'or du Klondike.

## Couleurs
Les couleurs de l'université sont le violet et l'or  .
Elles ont été adoptées en 1892 par un vote des étudiants, inspirés par la première strophe de « La Destruction de Sennachérib » de Lord Byron, :

## Mascottes
L'université de Washington possède deux mascottes :
- « Garry the Husky » est un personnage costumé et est présent lors des évènements sportifs et quelques évènements spéciaux[14].
- Un Malamute de l'Alaska, actuellement dénommé « Dubs II », dernier d'une longue lignée commencée en 1922[15]. L'animal est traditionnellement présent au début des matchs à domicile de l'équipe de football américain.

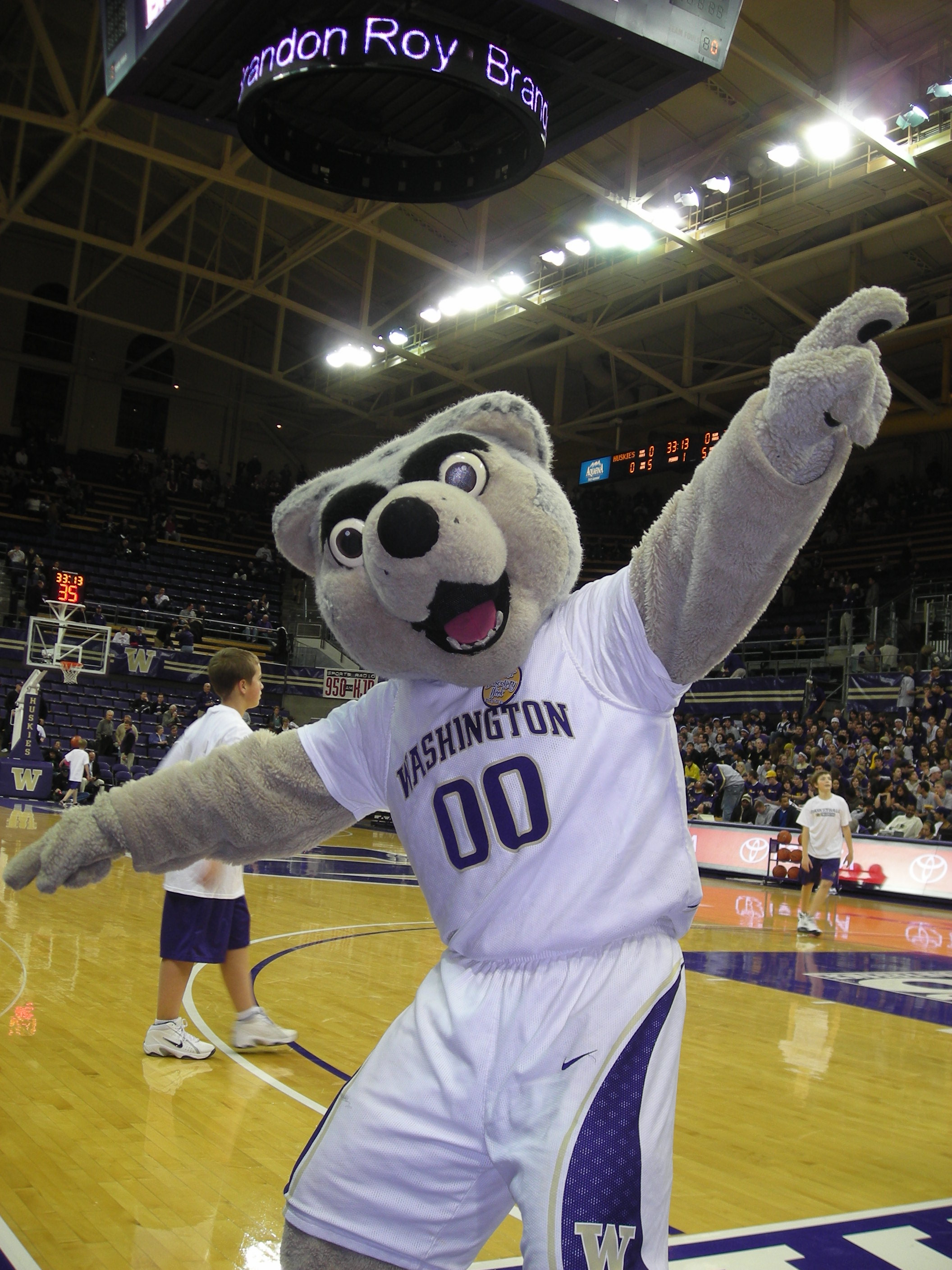
Garry the Husky lors d'un match de basket-ball.
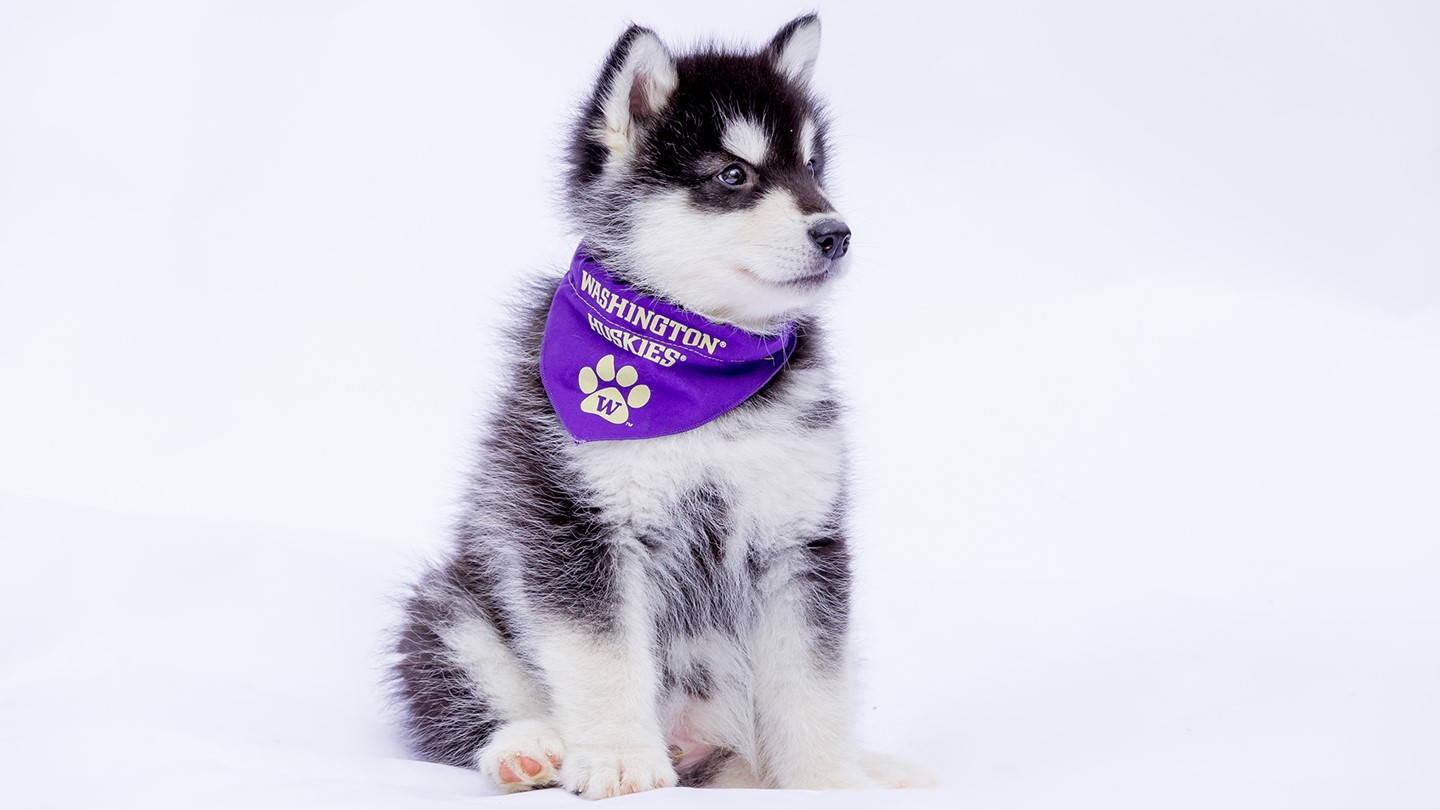
Dubs II, lors de sa présentation officielle en 2018.
Logo représentant le Malamute d'Alaska.

## La fanfare
La fanfare des Huskies de l'université de Washington (en) (HMB) est composée de 240 membres. L'ensemble participe toute l'année activement au soutien de toutes les équipes sportives des Husky. La saison 2024 sera la 95e pour la HMB.
La fanfare des Huskies sous la direction de Bill Bissell peut être créditée de l'invention en 1981 de la Ola. L'équipe de cheerleading de l'université au début des années 1970 avait développé une version qui allait de bas en haut (plutôt que circulaire) de la Ola (dite mexicaine en raison de son développement mondial lors de la coupe du monde de football 1986 au Mexique), à la suite des difficultés rencontrées pour amener les membres du public universitaire, généralement en état d'ébriété, à lever et baisser les pancartes en temps opportun.
La première Ola réalisée au Husky Stadium est effectuée à l'occasion de l'Halloween 1981, à l'instigation de Dave Hunter (trompettiste de la fanfare) et de la pom-pom girl Robb Weller (en),,. En 1982, l'entraîneur principal des Huskies, Don James, a indiqué que le bruit de la foule provenant de la vague constituait un avantage lors des matchs à domicile au Husky Stadium.
Cette vague a été reprise au Kingdome de Seattle avant la première apparition des Seahawks en séries éliminatoires de la NFL en 1983.

## Chant de guerre
« Bow Down to Washington » est la chanson de combat officielle de l'Université de Washington. Elle a été écrite par Lester J. Wilson en 1915 alors qu'il participait à un concours demandant une nouvelle chanson pour l'université. Le concours était parrainé par le journal du campus, The Daily, et comportait un grand prix de 25 $ US (l'équivalent de 655 $ en 2021).
"Bow Down to Washington" est utilisé pour la première fois comme chanson de combat lors du match de football américain Washington-California le 6 novembre 1915, lors d'une victoire 72-0 à l'extérieur,. Les paroles sont publiées pour la première fois une semaine plus tard dans le programme du match à domicile du 13 novembre 1915, à nouveau contre California.

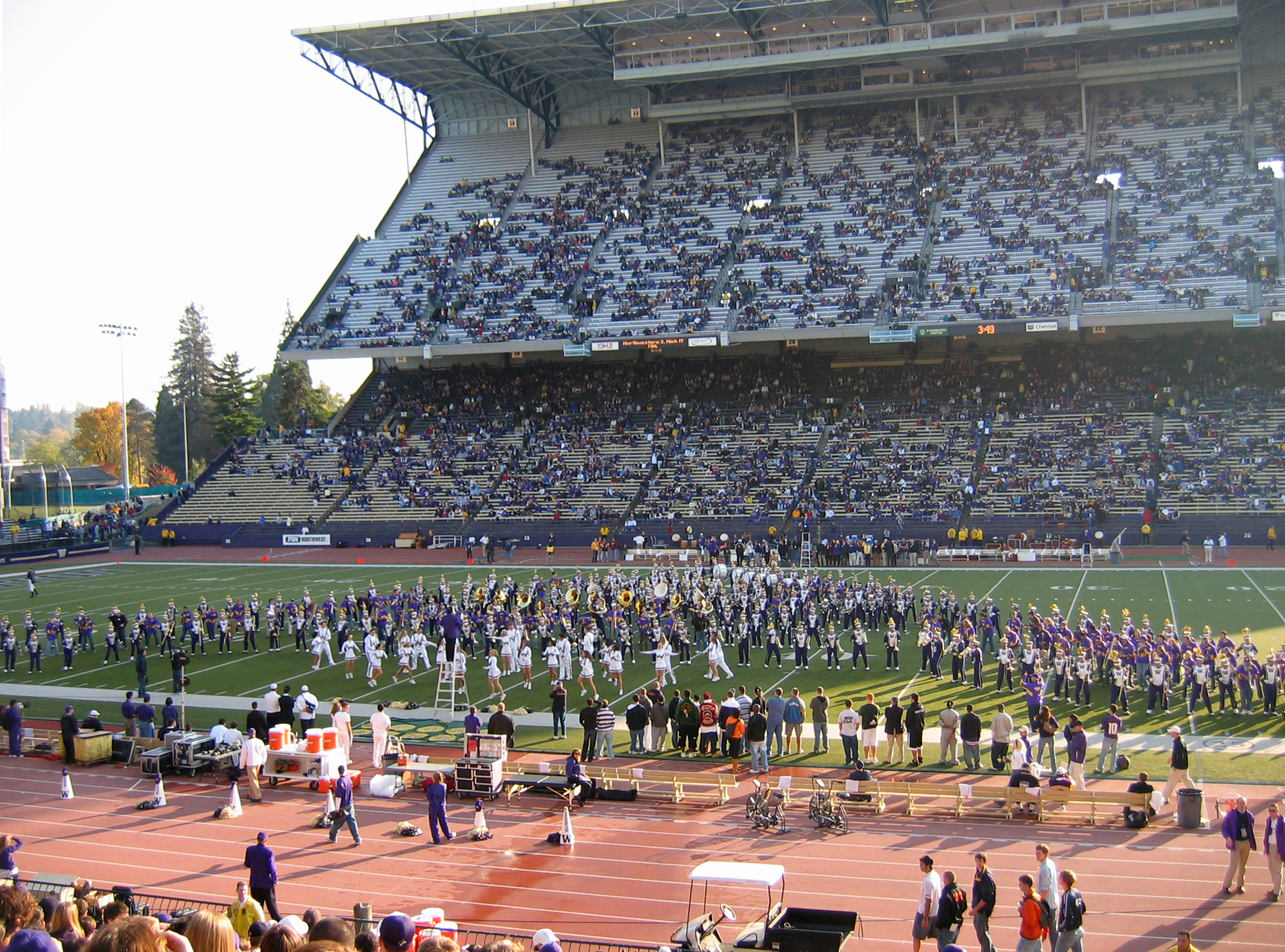
La fanfare en octobre 2006.

La chanson est généralement jouée et chantée lors de tous les événements sportifs de l'université auxquels la University of Washington Husky Marching Band est présente, y compris tous les matchs de football américain, de basket-ball et de volley-ball.
Bow Down to Washington,

Bow Down to Washington,

Mighty Are The Men

Who Wear the Purple and the Gold,

Joyfully We Welcome Them

Within the Victors Fold.

We Will Carve Their Names

In the Hall of Fame

To Preserve the Memory of Our Devotion.

Heaven Help the Foes of Washington;

They're Trembling at the Feet

Of Mighty Washington,

The Boys Are There With Bells,

Their Fighting Blood Excels,

It's Harder to Push Them Over the Line

Than Pass the Dardanelles.

Victory the Cry of Washington..

Leather Lungs Together

With a Rah! Rah! Rah!

And O'er the Land

Our Loyal Band

Will Sing the Glory

Of Washington Forever.
— Bow Down to Washington

## Aviron
Le programme d'aviron date de 1899. Les championnats d'aviron ne sont pas organisés par la NCAA.
Le programme masculin a remporté la médaille d'or aux jeux olympiques 1936 de Berlin en battant les équipages allemands et italiens
Les grands rivaux des Huskies sont les Golden Bears de la Californie.
- Équipe masculine :
  - Titre national (27) : 1923, 1924, 1926, 1933, 1936, 1937, 1940, 1941, 1948, 1950, 1953, 1959, 1964, 1970, 2007, 2008, 2009, 2010, 2011, 2012, 2013, 2014, 2015, 2017, 2018, 2019, 2021 ;
- Équipe féminine :
  - Titre national (6) : 1981, 1983, 1984, 1985, 1987, 1988.

## Baseball
L'équipe masculine de baseball a reporté 18 titres de conférence :
- Pacific Coast Conference Championships (2) : 1919, 1922
- Pacific Coast Conference North Division Championships (8) : 1923, 1925, 1926, 1929, 1930, 1932, 1952, 1959
- Pac-10 North (6) : 1981, 1992, 1993, 1996, 1997, 1998
- Pac-12 Championships (2) : 1997, 1998

## Basket-ball
- Équipe féminine :
  - Champion national NCAA : -
  - Final Four : 2016
  - Elite Eight : 1990, 2001, 2016
  - Sweet 16 : 1988, 1991, 1995, 2001, 2016, 2017
  - Titre de la saison régulière en Coast Division de la NWBL (1) : 1978
  - Titre de la saison régulière en NorPac (2) : 1985, 1986
  - Titre de la saison régulière en Pac-10 (3) : 1988, 1990 (à égalité), 2001 (à égalité)
  - Participation au tournoi final de la NorPac (1) : 1985

- Équipe masculine :
  - Champion national NCAA : -
  - Final Four : 1953
  - Sweet 16 : 1984, 1998, 2005, 2006, 2010
  - Titre de la Pac-12 Conference (12) : 1931, 1934, 1943, 1944 (tie), 1948, 1951, 1953, 1984 (tie), 1985 (tie), 2009, 2012, 2019
  - Participation au tournoi final de la Pac-12 (3) : 2005, 2010, 2011

## Cross country
- Équipe féminine :
  - Titre de champion de la NCAA (1) : 2008
  - Titre de la NCAA West Region (6) : 1989, 1992, 2008, 2009, 2010, 2011
  - Titre de la Pac-12 Conférence (3) : 1989, 2008, 2009

- Équipe masculine :
  - Titre de la Pac-12 Conférence (1) : 1993
  - Titre de la West Regional (1) : 2015
  - Titre national NCAA : -
  - Top Ten NCAA (1) : 2015

## Football
- Équipe masculine :
  - Titre de la Pac-12 Conference (13) : 1968, 1972, 1973, 1976, 1982, 1983, 1985, 1987, 1992, 1998, 1999, 2000, 2013, 2019, 2020

## Football américain
- Stade
  - Nom : Husky Stadium
  - Capacité : 70 138
  - Surface de jeu : pelouse artificielle (Astro Turf)
  - Lieu : Seattle, Washington

- Conférence :
  - Actuelle : Big Ten Conference (depuis 2024)
  - Ancienne : 
    - Indépendants (1889–1915)
    - Pacific Coast Conference (en) (1916–1958)
    - Pac-12 Conference (1959–2023)

- Internet :
  - Nom site Web : gohuskies.com
  - URL : https://gohuskies.com/sports/football

- Bilan des matchs (fin de saison 2023) :
  - Victoires : 774 (62 %)
  - Défaites : 466
  - Nuls : 50

- Bilan des Bowls (fin de saison 2023) :
  - Victoires : 21 (50 %)
  - Défaites : 21
  - Nuls : 1

- Titres (fin de saison 2023) :
  - Titres nationaux : 2 (1960, 1991)
  - Titres nationaux non réclamés : 3 (1910, 1984, 1990)
  - Titres de conférence : 18
  - Titres de la North Division de la Pac-12 : 4 (2016, 2017, 2018, 2020)

- College Football Playoff (fin de saison 2023) : 
  - Bilan : 1-1
  - College Football Championship Game
    - Victoire : 0
    - Défaite : 1 (2023)

- Joueurs (fin de saison 2023) :
  - Vainqueurs du Trophée Heisman : 0
  - Sélectionnés All-American : 23

- Hymne : Bow Down to Washington
- Mascotte : Dubs II, Harry the Husky
- Fanfare : University of Washington Husky Marching Band

- Rivalités :
  - Washington State - Apple Cup
  - Ducks de l'Oregon - rivalité (en)
  - Wildcats de Northwestern - rivalité

## Golf
- Équipe féminine :
  - Titre national NCAA par équipe (1) : 2016 (en battant Stanford 3-2)
  - Titre national en individuel (1) : Judy Hoetmer en 1961 (avant la NCAA)

- Équipe masculine :
  - Titre de la Pac-12 Conference par équipe (7) : 1961, 1963, 1988, 2005, 2009, 2010, 2022;
  - Titre de la Pac-12 Conference en individuel (1) : James Lepp en 2005.

## Ski
- Équipe masculine :
  - Titre national (hors NCAA) : 1940, 1941, 1942

## Softball
L'équipe féminine a remporté le titre national de la Women's College World Series en 2009.
- Titre national (hors NCAA) : 2009
- Finaliste national (3) : 1996, 1999, 2018
- Titre de la Pac-12 Conference (4) : 1996, 2000, 2010, 2019

## Tennis
- Équipe féminine :
  - Titre de la Pac-12 Conference (11) : 1987, 1988, 1989, 1990, 1991, 1992, 1993, 1994, 1995, 1996, 1997.

- Équipe masculine :
  - Titre de la Pac-12 Conference (39) : 1938, 1939, 1941, 1942, 1943, 1946, 1947, 1948, 1949, 1950, 1951, 1952, 1953, 1954, 1955, 1956, 1957, 1977, 1978, 1979, 1980, 1981, 1982, 1983, 1984, 1985, 1986, 1987, 1988, 1989, 1990, 1991, 1992, 1993, 1994, 1995, 1996, 1997, 2005.

## Tir
- Équipe masculine :
  - Titre national (hors NCAA) : 1923, 1932.
- Équipe féminine :
  - Titre national (hors NCAA) : 1923, 1924, 1925, 1933, 1934.

## Volley-ball
- Équipe féminine :
  - Titre national NCAA (1) : 2005 ;
  - Titre de la Pac-12 Conference (6) : 1980, 2004, 2005, 2013, 2015, 2016.